# Plavání na Letních olympijských hrách 1928
Plavání na Letních olympijských hrách 1928.

## Přehled medailí
| Pořadí | Země                         | Zlato | Stříbro | Bronz | Celkově |
| ------ | ---------------------------- | ----- | ------- | ----- | ------- |
| 1.     | Spojené státy americké (USA) | 6     | 2       | 3     | 11      |
| 2.     | Nizozemsko (NED)             | 1     | 2       | 0     | 3       |
| 3.     | Německo (GER)                | 1     | 1       | 1     | 3       |
| 3.     | Japonsko (JPN)               | 1     | 1       | 1     | 3       |
| 5.     | Švédsko (SWE)                | 1     | 0       | 1     | 2       |
| 6.     | Argentina (ARG)              | 1     | 0       | 0     | 1       |
| 7.     | Velká Británie (GBR)         | 0     | 2       | 2     | 4       |
| 8.     | Austrálie (AUS)              | 0     | 2       | 0     | 2       |
| 9.     | Maďarsko (HUN)               | 0     | 1       | 0     | 1       |
| 10.    | Filipíny (PHI)               | 0     | 0       | 1     | 1       |
| 10.    | Kanada (CAN)                 | 0     | 0       | 1     | 1       |
| 10.    | Jihoafrická unie (RSA)       | 0     | 0       | 1     | 1       |
| Celkem | Celkem                       | 11    | 11      | 11    | 33      |

## Medailisté

### Muži
| Kategorie                    | Zlato                                                                                           | Stříbro                                                                         | Bronz                                                                       |
| ---------------------------- | ----------------------------------------------------------------------------------------------- | ------------------------------------------------------------------------------- | --------------------------------------------------------------------------- |
| 100 m volný způsob           | Johnny Weissmüller · Spojené státy americké (USA)                                               | István Bárány · Maďarsko (HUN)                                                  | Katsuo Takaishi · Japonsko (JPN)                                            |
| 400 m volný způsob           | Alberto Zorrilla · Argentina (ARG)                                                              | Boy Charlton · Austrálie (AUS)                                                  | Arne Borg · Švédsko (SWE)                                                   |
| 1500 m volný způsob          | Arne Borg · Švédsko (SWE)                                                                       | Boy Charlton · Austrálie (AUS)                                                  | Buster Crabbe · Spojené státy americké (USA)                                |
| 100 m znak                   | George Kojac · Spojené státy americké (USA)                                                     | Walter Laufer · Spojené státy americké (USA)                                    | Paul Wyatt · Spojené státy americké (USA)                                   |
| 200 m prsa                   | Yoshiyuki Tsuruta · Japonsko (JPN)                                                              | Erich Rademacher · Německo (GER)                                                | Teófilo Yldefonso · Filipíny (PHI)                                          |
| štafeta 4×200 m volný způsob | Spojené státy americké (USA) · Austin Clapp · George Kojac · Walter Laufer · Johnny Weissmüller | Japonsko (JPN) · Nobuo Arai · Tokuhei Sada · Katsuo Takaishi · Hiroshi Yoneyama | Kanada (CAN) · Garnet Ault · Munroe Bourne · Walter Spence · James Thompson |

### Ženy
| Kategorie                    | Zlato | Stříbro                                                                                     | Bronz |
| ---------------------------- | --- | ------------------------------------------------------------------------------------------- | --- |
| 100 m volný způsob           | Albina Osipowichová · Spojené státy americké (USA)                                                                 | Eleanor Garattiová · Spojené státy americké (USA)                                           | Joyce Cooperová · Velká Británie (GBR)                                                                      |
| 400 m volný způsob           | Martha Noreliusová · Spojené státy americké (USA)                                                                  | Marie Braunová · Nizozemsko (NED)                                                           | Josephine McKimová · Spojené státy americké (USA)                                                           |
| 100 m znak                   | Marie Braunová · Nizozemsko (NED)                                                                                  | Ellen Kingová · Velká Británie (GBR)                                                        | Joyce Cooperová · Velká Británie (GBR)                                                                      |
| 200 m prsa                   | Hilde Schraderová · Německo (GER)                                                                                  | Mietje Baronová · Nizozemsko (NED)                                                          | Charlotte Müheová · Německo (GER)                                                                           |
| štafeta 4×100 m volný způsob | Spojené státy americké (USA) · Eleanor Garattiová · Adelaide Lambertová · Martha Noreliusová · Albina Osipowichová | Velká Británie (GBR) · Joyce Cooperová · Ellen Kingová · Cissie Stewartová · Iris Tannerová | Jihoafrická unie (RSA) · Marie Bedfordová · Freddie van der Goesová · Rhoda Rennieová · Kathleen Russellová |